# 人民広場駅 (杭州市)
人民広場駅（じんみんひろばえき）は、中華人民共和国浙江省杭州市蕭山区に位置する杭州地下鉄2号線及び5号線の駅。

駅近くに位置する蕭山人民広場が駅名の由来となっている。

## 沿革
- 2014年11月24日：2号線の駅として開業[1]。
- 2020年4月23日：5号線の開業により、乗換駅となる[2]。

## 駅構造
改札口が地下1階に位置しており2号線のホームが地下2階、5号線のホームが地下3階にある。またいずれも1面2線の島式ホームの構造をしている。

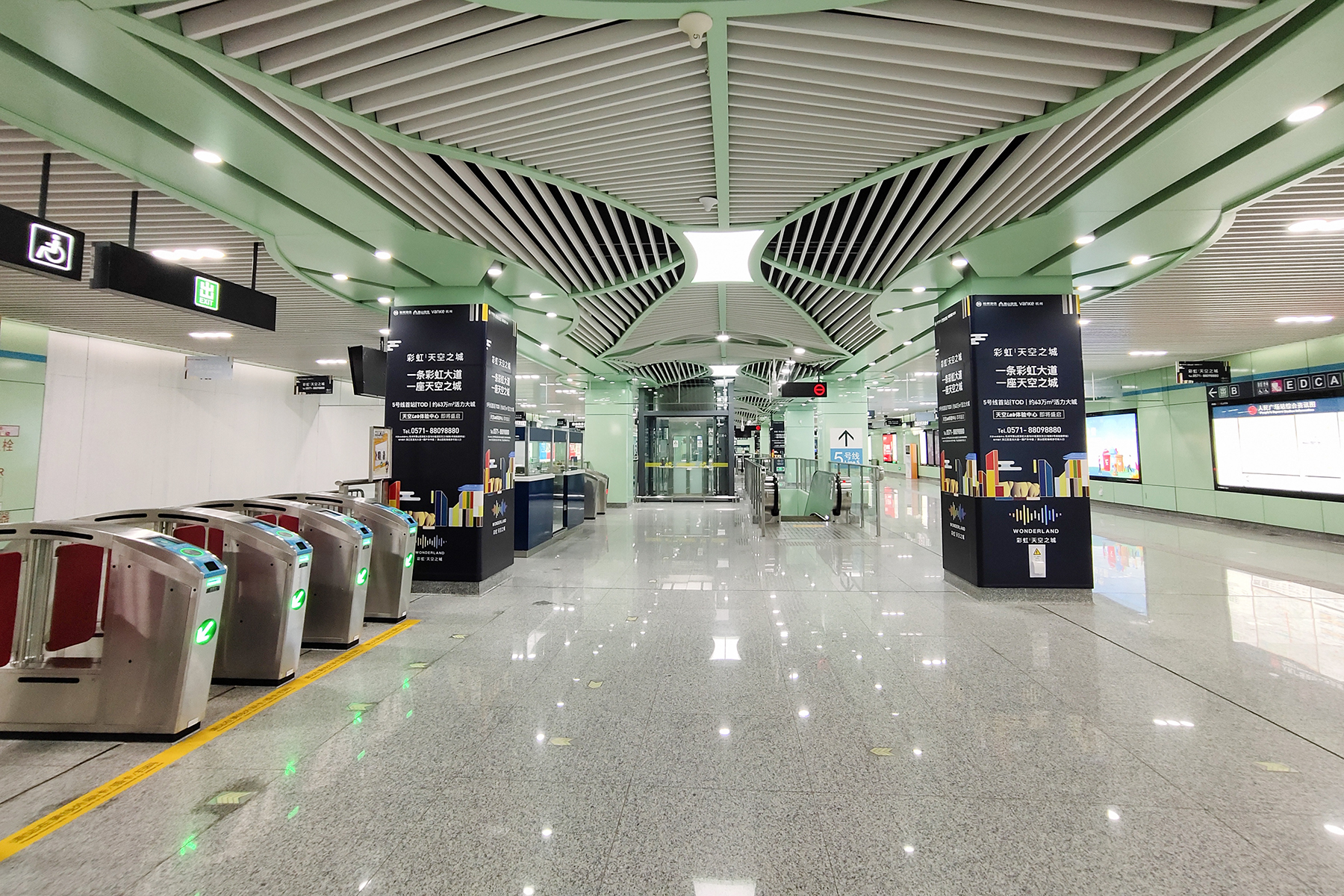
5号線コンコース
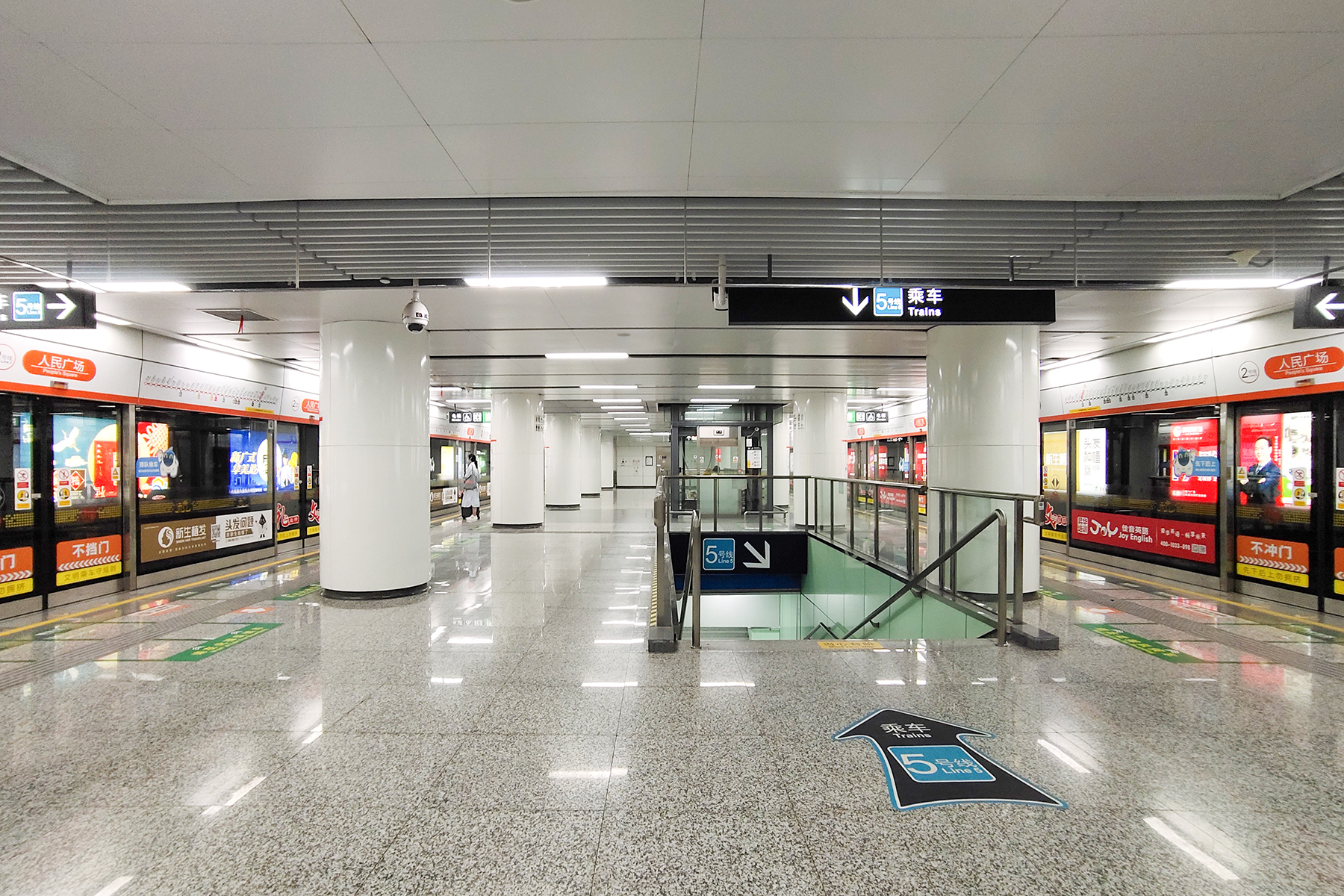
2号線ホーム
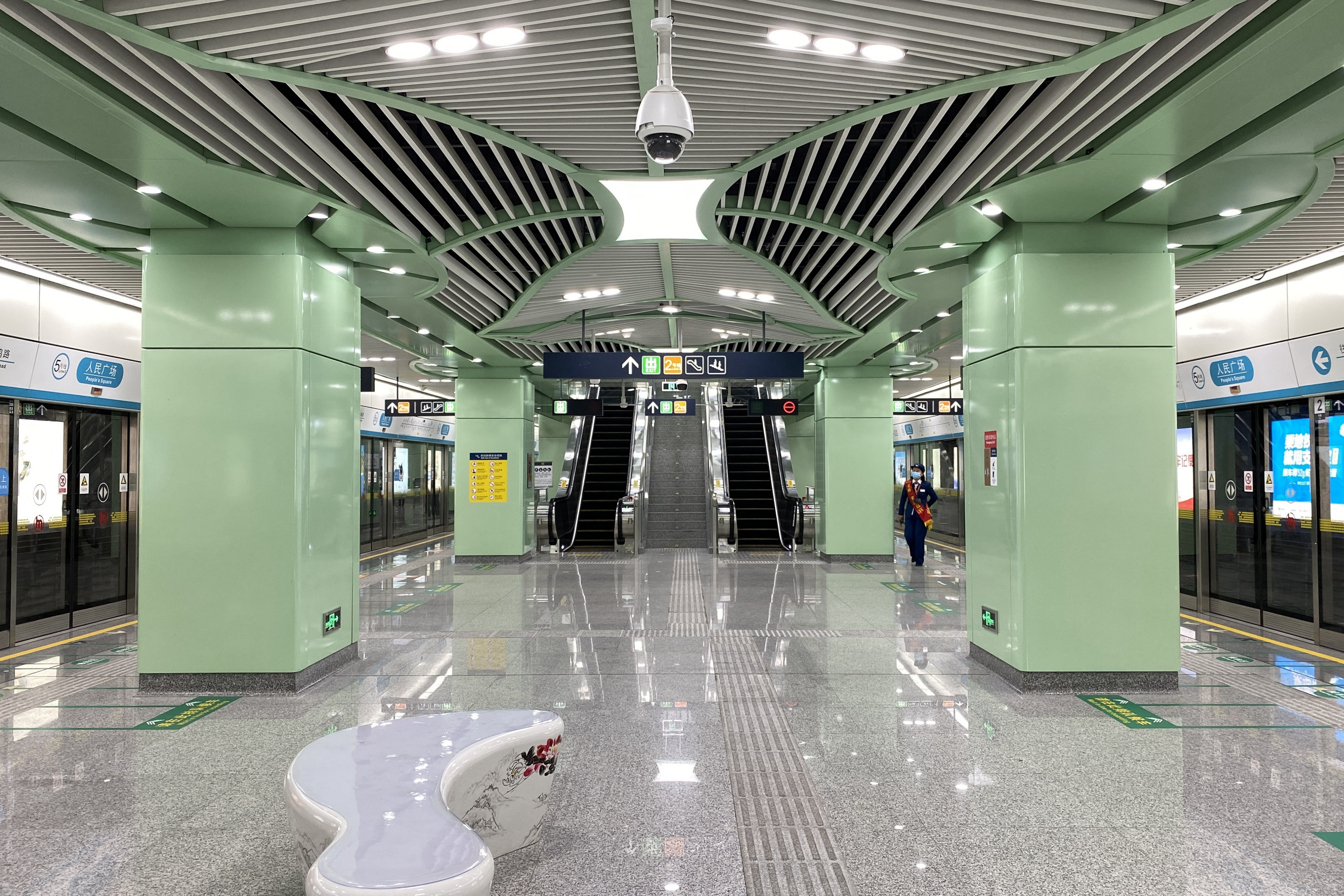
5号線ホーム

### のりば
| 番線          | 路線    | 行先                 |
| ------------- | ------- | -------------------- |
| 地下2階ホーム |         |                      |
| 南方面        | ■ 2号線 | 朝陽方面             |
| 北・西方面    | ■ 2号線 | 良渚方面             |
| 地下3階ホーム |         |                      |
| 西方面        | ■ 5号線 | 城站・南湖東方面     |
| 東方面        | ■ 5号線 | 火車南站・姑娘橋方面 |

## 隣の駅
杭州地下鉄
■ 2号線
杭発廠駅 - 人民広場駅 - 建設一路駅
■ 5号線
金鶏路駅 - 人民広場駅 - 育才北路駅